# Pascal Koupaki
Pascal Koupaki (nascido em maio de 1951) é um político beninense, primeiro-ministro do Benim de maio de 2011 a agosto de 2013. Após tomar posse, o Presidente Yayi Boni apontou Koupaki para o governo como Ministro das Finanças a 8 de abril de 2006. Um ano mais tarde foi transferido para o cargo de Ministro de Estado para a Exploração, Desenvolvimento e Avaliação de Políticas Públicas a 17 de junho de 2007; manteve-se neste último posto até ter sido escolhido para primeiro-ministro a 28 de maio de 2011. Sendo na altura a segunda figura do Estado, de acordo com o protocolo e atrás de Boni, era notório que efetivamente ocupava já a posição de primeiro-ministro, e que a sua escolha para o cargo não terá sido mais do que uma formalidade.